# Can Marfà (Argentona)
Can Marfà és una obra modernista d'Argentona (Maresme) protegida com a Bé Cultural d'Interès Local.

## Descripció
Xalet de planta rectangular amb soterrani, planta baixa, pis i golfes.

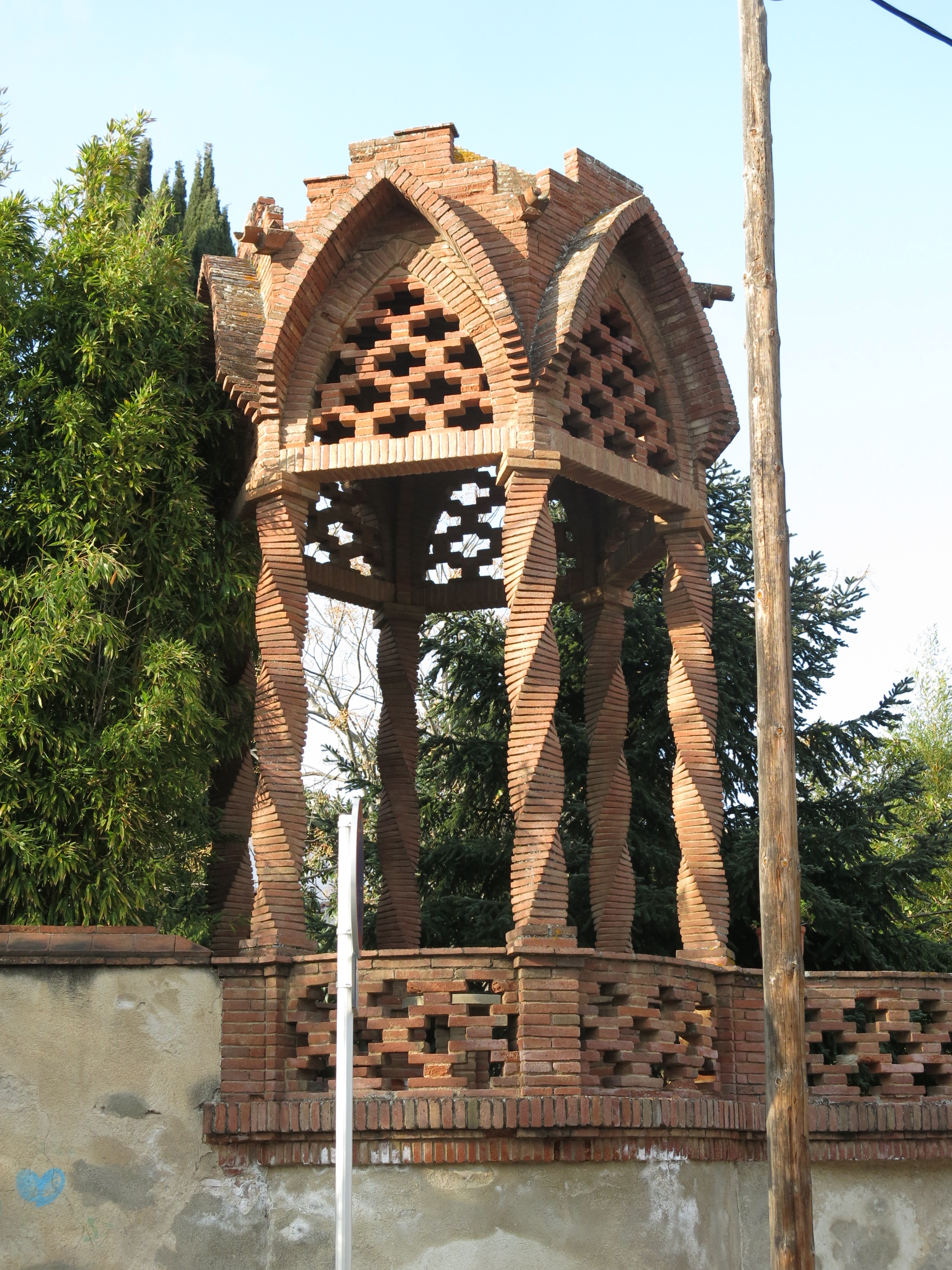
Glorieta

La coberta és a quatre aigües i té un important ràfec. Les obertures de la façana són rectangulars en el soterrani, planta baixa i pis i rodones a les golfes.
A la façana posterior hi ha una terrassa porticada aguantada per pilars.
El més important de l'element és la glorieta de rajola que hi ha en el pati que dona a la plaça Ballot.